# 梁伯龙
梁伯龙（1935年—2021年12月25日），男，山东烟台人，生于江苏南京，中国表演艺术家、教育家，曾任中央戏剧学院表演系主任、教授、博士生导师。